# Tarasp
Tarasp é uma comuna da Suíça, no Cantão Grisões, com cerca de 295 habitantes. Estende-se por uma área de 46,90 km², de densidade populacional de 6 hab/km². Confina com as seguintes comunas: Ardez, Ftan, Scuol, Tschierv, Zernez.
As línguas oficiais nesta comuna são o Alemão e o Romanche.